# Lijst van rijksmonumenten in Ransdorp
De plaats Ransdorp telt 35 inschrijvingen in het rijksmonumentenregister. Hieronder een overzicht.
| Object                                                                                     | Oorspronkelijke functie?  | Bouwjaar                      | Architect | Locatie                        | Coördinaten?                  | Nr.?   | Afbeelding                                                                      |
| ------------------------------------------------------------------------------------------ | ------------------------- | ----------------------------- | --------- | ------------------------------ | ----------------------------- | ------ | ------------------------------------------------------------------------------- |
| De Wegwijzer                                                                               | Onderwijs en wetenschap   | 1897                          |           | Dorpsweg Ransdorp 19           | 52° 23' 31" NB, 4° 59' 40" OL | 508433 | Meer afbeeldingen                                                               |
| Muziektent                                                                                 | Welzijn, kunst en cultuur | 1920                          |           | Dorpsweg Ransdorp bij 111t/o   | 52° 23' 41" NB, 4° 59' 40" OL | 508435 | Meer afbeeldingen                                                               |
| Stolphoeve met ten dele houten wanden                                                      | Gebouw                    | 19e eeuw (voorkomen)          |           | Bloemendalergouw 13            | 52° 23' 47" NB, 4° 59' 46" OL | 6733   | Meer afbeeldingen                                                               |
| Houten stolphoeve                                                                          | Gebouw                    | 19e eeuw (voorkomen)          |           | Bloemendalergouw 26            | 52° 23' 47" NB, 4° 59' 56" OL | 6734   | Meer afbeeldingen                                                               |
| Houten dwarshuis met 9-ruits-vensters                                                      | Gebouw                    | 19e eeuw (voorkomen)          |           | Dorpsweg Ransdorp 23           | 52° 23' 31" NB, 4° 59' 40" OL | 6735   | Meer afbeeldingen                                                               |
| Houten huis met aangebouwde zijbeuk aan de rechterzijde en puntvormig voorschot            | Gebouw                    | 19e eeuw (voorkomen)          |           | Dorpsweg Ransdorp 39           | 52° 23' 34" NB, 4° 59' 39" OL | 6736   | Houten huis met aangebouwde zijbeuk aan de rechterzijde en puntvormig voorschot |
| Houten huis met puntvormig voorschot                                                       | Gebouw                    | 19e eeuw (voorkomen)          |           | Dorpsweg Ransdorp 43           | 52° 23' 34" NB, 4° 59' 38" OL | 6737   | Houten huis met puntvormig voorschot                                            |
| Houten huis met puntvormig voorschot                                                       | Gebouw                    | 19e eeuw (voorkomen)          |           | Dorpsweg Ransdorp 45           | 52° 23' 34" NB, 4° 59' 38" OL | 6738   | Houten huis met puntvormig voorschot                                            |
| Houten huis met puntvormig voorschot                                                       | Gebouw                    | 19e eeuw (voorkomen)          |           | Dorpsweg Ransdorp 47           | 52° 23' 33" NB, 4° 59' 37" OL | 6739   | Houten huis met puntvormig voorschot                                            |
| Houten huis met aangebouwde zijbeuk aan de linkerzijde en een puntvormig voorschot         | Gebouw                    | 19e eeuw (voorkomen)          |           | Dorpsweg Ransdorp 51           | 52° 23' 34" NB, 4° 59' 36" OL | 6740   | Meer afbeeldingen                                                               |
| Toren van Ransdorp                                                                         | Kerk en kerkonderdeel     | begin 16e eeuw                |           | Dorpsweg Ransdorp 57           | 52° 23' 35" NB, 4° 59' 36" OL | 6741   | Meer afbeeldingen                                                               |
| V/m raadhuis                                                                               | Bestuursgebouw en onderdl | 1652                          |           | Dorpsweg Ransdorp 59           | 52° 23' 35" NB, 4° 59' 35" OL | 6742   | Meer afbeeldingen                                                               |
| Houten huis van L-vormige plattegrond                                                      | Gebouw                    | 18e of later                  |           | Dorpsweg Ransdorp 61           | 52° 23' 34" NB, 4° 59' 34" OL | 6743   | Houten huis van L-vormige plattegrond                                           |
| Dit pand bestaat niet meer.                                                                | Gebouw                    | 19e eeuw (voorkomen)          |           | Dorpsweg Ransdorp 89           | 52° 23' 37" NB, 4° 59' 38" OL | 6744   | Upload foto                                                                     |
| Langgerekte houten boerderij met achter aangebouwde kaakberg                               | Boerderij                 | 18e eeuw of ouder             |           | Dorpsweg Ransdorp 113          | 52° 23' 41" NB, 4° 59' 39" OL | 6745   | Meer afbeeldingen                                                               |
| Houten huis, een geheel vormend met het buurnummer 119                                     | Gebouw                    | 19e eeuw (voorkomen)          |           | Dorpsweg Ransdorp 117          | 52° 23' 42" NB, 4° 59' 39" OL | 6746   | Meer afbeeldingen                                                               |
| Houten huis, een geheel vormend met het buurnummer 117                                     | Gebouw                    | 19e eeuw (voorkomen)          |           | Dorpsweg Ransdorp 119          | 52° 23' 42" NB, 4° 59' 40" OL | 6747   | Houten huis, een geheel vormend met het buurnummer 117                          |
| Stolphoeve met korte nok                                                                   | Gebouw                    | laat 19e eeuw (voorkomen)     |           | Dorpsweg Ransdorp 121          | 52° 23' 42" NB, 4° 59' 40" OL | 6748   | Meer afbeeldingen                                                               |
| Dwars geplaatst houten huis met aangebouwde zijbeuk en puntvormig voorschot                | Gebouw                    | 19e eeuw (voorkomen)          |           | Dorpsweg Ransdorp 22           | 52° 23' 30" NB, 4° 59' 42" OL | 6749   | Upload foto                                                                     |
| Houten huis met puntvormig voorschot                                                       | Gebouw                    | 19e eeuw (voorkomen)          |           | Dorpsweg Ransdorp 26           | 52° 23' 31" NB, 4° 59' 42" OL | 6750   | Houten huis met puntvormig voorschot                                            |
| Houten huis met puntvormig voorschot is geen rijksmonument meer, verbouwd.                 | Gebouw                    | 19e eeuw (voorkomen)          |           | Dorpsweg Ransdorp 46 is nu 44  | 52° 23' 34" NB, 4° 59' 40" OL | 6751   | Meer afbeeldingen                                                               |
| Houten huis met puntvormig voorschot                                                       | Gebouw                    |                               |           | Dorpsweg Ransdorp 54           | 52° 23' 35" NB, 4° 59' 40" OL | 6752   | Meer afbeeldingen                                                               |
| Houten huis met puntvormig voorschot                                                       | Gebouw                    | 19e eeuw (voorkomen)          |           | Dorpsweg Ransdorp 56           | 52° 23' 35" NB, 4° 59' 40" OL | 6753   | Meer afbeeldingen                                                               |
| Houten huis met puntvormig voorschot                                                       | Gebouw                    |                               |           | Dorpsweg Ransdorp 58           | 52° 23' 35" NB, 4° 59' 40" OL | 6754   | Meer afbeeldingen                                                               |
| Houten huis met puntvormig voorschot ten dele in baksteen vernieuwde zijwanden             | Gebouw                    |                               |           | Dorpsweg Ransdorp 62           | 52° 23' 35" NB, 4° 59' 39" OL | 6755   | Meer afbeeldingen                                                               |
| Tweebeukig houten huis met puntvormig voorschot                                            | Gebouw                    | 18e eeuw of ouder             |           | Dorpsweg Ransdorp 64           | 52° 23' 36" NB, 4° 59' 39" OL | 6756   | Meer afbeeldingen                                                               |
| Houten huis met puntvormig voorschot                                                       | Gebouw                    | 18e eeuw of mogelijk 17e eeuw |           | Dorpsweg Ransdorp 66           | 52° 23' 36" NB, 4° 59' 39" OL | 6757   | Houten huis met puntvormig voorschot                                            |
| Houten huis met puntvormig voorschot                                                       | Gebouw                    | 18e eeuw of mogelijk 17e eeuw |           | Dorpsweg Ransdorp 70           | 52° 23' 37" NB, 4° 59' 40" OL | 6759   | Meer afbeeldingen                                                               |
| Houten huis met puntvormig voorschot                                                       | Gebouw                    |                               |           | Dorpsweg Ransdorp 74           | 52° 23' 37" NB, 4° 59' 40" OL | 6760   | Houten huis met puntvormig voorschot                                            |
| Houten huis met puntvormig voorschot                                                       | Gebouw                    |                               |           | Dorpsweg Ransdorp 76           | 52° 23' 38" NB, 4° 59' 40" OL | 6761   | Houten huis met puntvormig voorschot                                            |
| Achter het woonhuis: hoge dubbele kaakberg                                                 | Boerderij                 | 18e eeuw of ouder             |           | Dorpsweg Ransdorp 78           | 52° 23' 38" NB, 4° 59' 42" OL | 6762   | Meer afbeeldingen                                                               |
| Achter het moderne woonhuis: houten stal waarachter kaakberg, deze zijn niet meer aanwezig | Boerderij                 | 18e eeuw of ouder             |           | Dorpsweg Ransdorp 80           | 52° 23' 39" NB, 4° 59' 42" OL | 6763   | Meer afbeeldingen                                                               |
| Kaakberg en schuur met gepotdekselde wanden, deze zijn niet meer aanwezig.                 | Boerderij                 | 19e eeuw of ouder             |           | Dorpsweg Ransdorp tegenover 92 | 52° 23' 41" NB, 4° 59' 43" OL | 6764   | Upload foto                                                                     |
| Breed houten huis met puntvormig voorschot                                                 | Gebouw                    | 19e eeuw                      |           | Dorpsweg Ransdorp 98           | 52° 23' 43" NB, 4° 59' 42" OL | 6765   | Breed houten huis met puntvormig voorschot                                      |
| Stolphoeve met ten dele houten wanden                                                      | Boerderij                 | 19e eeuw                      |           | Durgerdammergouw 2             | 52° 23' 26" NB, 4° 59' 45" OL | 6766   | Meer afbeeldingen                                                               |